# 韓國排球聯盟
韓國排球聯盟（Korea Volleyball Federation，KOVO）是韓國職業排球賽事的管理機構。V聯賽和KOVO盃由它們管理營運。

## 外部連結
- KOVO official website （页面存档备份，存于） （英語）